# Recorder and Randsell
Recorder and Randsell (яп. リコーダーとランドセル Рико:да: то рандосэру, «Блокфлейта и ранец») — манга-ёнкома, автором которой является Мэмэ Хигасияма. Издательством Takeshobo опубликовано 2 тома. Сам комикс был опубликован на официальном манга-сайте JManga 6 марта 2012 года.
На основе сюжета манги студией Seven был выпущен аниме-сериал, который транслировался по телеканалу TV Saitama с 5 января по 28 марта 2012 года, второй сезон аниме под названием Recorder to Randsell Re транслировался с 4 апреля по 27 июня 2012 года. Также были выпущены 2 короткие OVA длительностью по 3 минуты.

## Сюжет
Действие разворачивается вокруг Ацуси и Ацуми Миягава, брата и сестры, которые не выглядят на свой возраст. Ацуси, ученик начальной школы, является акселератом, и его постоянно принимают за взрослого, его сестра Ацуми, напротив, очень маленького роста и окружающие предполагают, что перед ними младшая школьница. Недопонимание приводит к возникновению забавных ситуаций, которые и являются основой сюжета сериала.

## Список персонажей
Ацуси Миягава (яп. 宮川 あつし Миягава Ацуси)
Ученик пятого класса начальной школы. Акселерат, рост 180 см. Умеет играть на блокфлейте. Благодаря своему росту постоянно попадает в комичные ситуации, в частности, во время прогулок с одноклассницами его регулярно забирает полиция, принимая за педофила.
Сэйю: Рётаро Окиаю
Ацуми Миягава (яп. 宮川 あつみ Миягава Ацуми)
Старшая сестра Ацуси. Очень маленького роста и похожа на младшую школьницу, хотя посещает старшие классы. Постоянно заботится о своём младшем брате.
Сэйю: Риэ Кугимия
Саё (яп. 沙夜)
Одноклассница Ацуми, влюблена в её младшего брата. Сначала не понимала, что Ацуси младший школьник, и была поражена этим фактом, но отношения к нему не изменила.
Сэйю: Ая Хирано
Футами Морияма (яп. 盛山 ふたみ Морияма Футами)
Учительница начальных классов, в том числе и класса, в котором учится Ацуси. Раньше преподавала в школе для девушек и плохо ладит с парнями, в частности с Ацуси. Однако она помогла ему однажды выбраться из полицейского участка.
Сэйю: Томоэ Тамиясу
Хина-тян (яп. ヒナちゃん)
Одноклассница Ацуси, а также его лучшая подруга.
Сэйю: Ая Утида
Братец Такэ (яп. タケ兄 Такэ-нии)
Сосед Ацуси и Ацуми. Он очень ленивый и живёт с мамой, потерял работу и девушку. Возраст — 30 лет. Считает себя так называемым NEET.
Сэйю: Такахиро Сакураи

## Список серий аниме
| 01 | Ацуси и Ацуми «Ацуси то Ацуми» (あつしとあつみ)                                                | 5 января 2012 г.   |
| Ацуси готовится в письменному экзамену, тем временем из-за его появления у одноклассников возникают проблемы. Ацуси пытается поговорить с одним из них. |                                                                                                |                    |
| 02 | Ацуми и повседневность «Ацуми то нитидзё:» (あつみと日常)                                      | 12 января 2012 г.  |
| Ацуми и Ацуси отправляются за покупками. |                                                                                                |                    |
| 03 | Саё и Ацуми «Саё то Ацуми» (沙夜とあつみ)                                                      | 19 января 2012 г.  |
| Саё и Ацуми обсуждают, какие парни им нравятся. |                                                                                                |                    |
| 04 | Ацуси и начальная школа «Ацуси то сё:гакко:» (あつしと小学校)                                  | 26 января 2012 г.  |
| У школьной учительницы Ацуси, Футами Мориямы, возникают проблемы из-за Ацуси. Позже у Ацуси происходит стычка с учителем.                               |                                                                                                |                    |
| 05 | Ацуси и праздник Сэцубун «Ацуси то сэцубун» (あつしと節分)                                     | 1 февраля 2012 г.  |
| Во время праздника Сэцубун Ацуси надевает костюм Они, которого сильно пугаются одноклассники.                                                           |                                                                                                |                    |
| 06 | Ацуси и шоколад «Ацуси то тёко» (あつしとチョコ)                                               | 8 февраля 2012 г.  |
| В день святого Валентина Ацуси получает очень много шоколада от других девушек.                                                                         |                                                                                                |                    |
| 07 | Фильмы и недопонимание «Эйга то кантигай» (映画と勘違い)                                       | 15 февраля 2012 г. |
| Саё идет в кино с Ацуми и Ацуси, не подозревая, что Ацуси является младшим братом Ацуми, а не старшим.                                                  |                                                                                                |                    |
| 08 | Ацуси и фестиваль кукол Хинамацури «Ацуси то Хинамацури» (あつしとひなまつり)                  | 22 февраля 2012 г. |
| Ацуси приглашают в дом Хины на Хинамацури, но в итоге родители Хины просто не открывают ему дверь.                                                      |                                                                                                |                    |
| 09 | Братец Такэ и трудоустройство «Такэ-ни: то сю:сёку» (タケ兄と就職)                             | 29 февраля 2012 г. |
| Сосед Ацуси и Ацуми возвращается домой после разрыва с девушкой и увольнения.                                                                           |                                                                                                |                    |
| 10 | Ацуси и Белый День «Ацуси то Ховайто Дэ:» (あつしとホワイトデー)                               | 7 марта 2012 г.    |
| Ацуми помогает Ацуси приготовить несколько подарков на Белый День.                                                                                      |                                                                                                |                    |
| 11 | Ацуси и библиотека «Ацуси то тосёкан» (あつしと図書館)                                         | 14 марта 2012 г.   |
| Ацуси собирается сделать свою домашнюю работу в библиотеке, где сталкивается с Саё.                                                                     |                                                                                                |                    |
| 12 | Ацуси и недопонимание «Ацуси то гокай» (あつしと誤解)                                          | 21 марта 2012 г.   |
| Ацуси из-за некоторых недоразумений приходится иметь дело с полицией.                                                                                   |                                                                                                |                    |
| 13 | Цветки и родственники «Ханами то кё:дай» (花見と姉弟)                                          | 28 марта 2012 г.   |
| В то время, как люди собираются на любование сакурой, Ацуси и Ацуми заключают сделку с пьяной Футами.                                                   |                                                                                                |                    |
| 1 (14) | Новые ученики и недопонимание «Синню:сэй то кантигай» (新入生と勘違い)                         | 4 апреля 2012 г.   |
| Начинается новый учебный год, Ацуси и Ацуми входят в конфликт с группой новых школьников.                                                               |                                                                                                |                    |
| 2 (15) | Ацуси и велосипед «Ацуси то дзитэнся» (あつしと自転車)                                         | 11 апреля 2012 г.  |
| Друзья Ацуси пытаются научить его ездить на велосипеде.                                                                                                 |                                                                                                |                    |
| 3 (16) | Ацуси и мечты «Ацуси то юмэ» (あつしと夢)                                                      | 18 апреля 2012 г.  |
| Ацуси и Ацуми размышляют о том, что будет с ними в будущем.                                                                                             |                                                                                                |                    |
| 4 (17) | Закуски и восхищение «Окаси то о:эн» (おかしと応援)                                            | 25 апреля 2012 г.  |
| Ацуми решает не делать слишком много еды для Ацуси и его друзей.                                                                                        |                                                                                                |                    |
| 5 (18) | Семья и горячие источники «Кадзоку то онсэн» (家族と温泉)                                      | 2 мая 2012 г.      |
| Ацуси, Ацуми и их семья едет на отдых в Рёканы. Высокий рост Ацуми снова становится его проблемой.                                                      |                                                                                                |                    |
| 6 (19) | Ацуси и спортивный фестиваль, часть первая «Ацуси то ундо:кай соно ити» (あつしと運動会 その1) | 9 мая 2012 г.      |
| Чтобы принять участие в спортивном празднике школы, Ацуси должен притвориться отцом Ацуми.                                                              |                                                                                                |                    |
| 7 (20) | Ацуси и спортивный фестиваль, часть вторая «Ацуси то ундо:кай соно ни» (あつしと運動会 その2)  | 16 мая 2012 г.     |
| Ацуси и Ацуми до начала эстафеты решили пообедать с Саё.                                                                                                |                                                                                                |                    |
| 8 (21) | Недопонимание и правда «Гокай то синдзицу» (誤解と真実)                                        | 23 мая 2012 г.     |
| Саё узнаёт о том, что Ацуси является младшим братом Ацуми.                                                                                              |                                                                                                |                    |
| 9 (22) | Ацуси и подержанная одежда «Ацуси то осагари но фуку» (あつしとお下がりの服)                   | 30 мая 2012 г.     |
| Ацуси носит одежду, которую передали от Такэ. |                                                                                                |                    |
| 10 (23) | Ацуси и школьный фестиваль «Ацуси то бункасай» (あつしと文化祭)                                | 6 июня 2012 г.     |
| Ацуси и его друзья отправляются на школьный фестиваль культуры, в котором принимает участие Ацуми. Там они сталкиваются с Саё.                          |                                                                                                |                    |
| 11 (24) | Старшая и младшая сёстры «Анэ то имо:то» (姉と妹)                                              | 13 июня 2012 г.    |
| Ацуми и Саё проводят время вместе. |                                                                                                |                    |
| 12 (25) | Ацуси и погоня «Ацуси то оикакэкко» (あつしと追いかけっこ)                                     | 20 июня 2012 г.    |
| Игра в прятки быстро превращается в безумный побег от полицейских.                                                                                      |                                                                                                |                    |
| 13 (26) | Скоро увидимся, Ацуси «Ацуси то мата нэ» (あつしとまたね)                                      | 27 июня 2012 г.    |
| Ацуси вместе Ацуми и Саё обедает в семейном ресторане.                                                                                                  |                                                                                                |                    |
| OVA 1 | Лето и бассейн «Нацу то пу:ру» (夏とプール)                                                    | 20 апреля 2012 г.  |
| Саё пытается научить Ацуси правильно плавать. |                                                                                                |                    |
| OVA 2 | Ацуси и хозяева бара «Ацуси то ба:тэнда:» (あつしとバーテンダー)                               | 20 июля 2012 г.    |
| Ацуси по ошибке нанимают в качестве бармена. |                                                                                                |                    |